# إم. إف. هاتش
إم. إف. هاتش هو سياسي أمريكي، ولد في أبريل 1847 في مقاطعة مكهنري في الولايات المتحدة، وتوفي في 21 يناير 1919 في Alderton, Washington ‏ في الولايات المتحدة. نشط حزبياً في الحزب الجمهوري. وقد انتخب عضو مجلس نواب واشنطن ‏.